# Réurbanisation
La réurbanisation désigne la reconstruction, le repeuplement, voire la densification d'un ancien site urbain.

## Description
Dans les années 2000, une réurbanisation de certains centres-villes a été constatée dans les villes occidentales, après les phases de périurbanisation, et d'exode urbain de la dernière partie du  XXe siècle. Le phénomène ne se réduit pas au phénomène de gentrification identifié dans les années 1960 ou 1970,. Le terme de réurbanisation a été également utilisé dans le cas, plus exceptionnel, de repeuplement d'un espace urbain après une catastrophe.